# Willmersdorf (Großbreitenbach)
Willmersdorf ist ein Ortsteil der Landgemeinde Stadt Großbreitenbach im Ilm-Kreis in Thüringen mit etwa 300 Einwohnern.

## Geografie
Willmersdorf liegt auf einer Hochfläche im nordwestlichen Thüringer Schiefergebirge. Im Westen des Ortes liegt der 808 Meter hohe Lange Berg. Das Fürst-Günther-Denkmal sowie die höchste Stelle des Langen Berges liegen in der Willmersdorfer Ortsflur. Der Ort selbst liegt in etwa 650 Metern Höhe. Östlich des Ortes fließen Junkerbach und Natterbach, beides Nebenflüsse der Schwarza in tief eingeschnittenen Tälern. Ein Kilometer westlich des Ortes, „an der Straße“, befinden sich ebenfalls einige zu Willmersdorf gehörende Wohnhäuser, die Neu-Willmersdorf genannt werden. Der Ort ist ein typisches Straßendorf, mit der Besonderheit, dass beide Straßenenden Sackgassen sind.

## Geschichte
Die urkundliche Ersterwähnung von Willmersdorf fällt ins Jahr 1381. In vergangenen Jahrhunderten spielte der Bergbau für die Einwohner des Ortes eine wichtige Rolle. Im Jahre 1625 kam dieser zum Erliegen. Bis 1920 war Willmersdorf zum Amt Gehren im Fürstentum bzw. Freistaat Schwarzburg-Sondershausen (Oberherrschaft) gehörig, während Herschdorf, zu dem der Ort vom 1. Mai 1974 bis zum 1. Januar 2019 gehörte, zum Amt Königsee im Fürstentum Schwarzburg-Rudolstadt
(Oberherrschaft) zählte.

## Politik
Ortschaftsbürgermeister ist seit den Kommunalwahlen in Thüringen am 26. Mai 2019 Maik Lippold (FWG Willmersdorf). Er bildet zusammen mit vier weiteren Mitgliedern den Ortschaftsrat.

## Wirtschaft und Verkehr
Trotz der Höhenlage von 600 bis 700 Metern wird die Willmersdorfer Umgebung landwirtschaftlich genutzt. Früher gab es in dem Ort auch einige glasverarbeitende Betriebe. Wichtig war außerdem die Weberei, die im Ort bis 1927 betrieben wurde.
Willmersdorf liegt verkehrstechnisch isoliert. Aus dem Ort führt nur eine Straße, die zur Landstraße Herschdorf–Gillersdorf führt. Im Rekordwinter 2001/2002 war der Ort nach Weihnachten für etwa eine Woche „eingeschneit“ und dadurch von der Außenwelt abgeschnitten.

## Persönlichkeiten
- Die Eltern des Afrikaforschers Heinrich Barth stammten aus Willmersdorf, zogen allerdings vor dessen Geburt nach Hamburg.